# Шадаєв Аполлон Інокентійович
Аполлон Інокентійович Шада́єв (нар. 15 грудня 1902, Обуса — пом. 15 червня 1969, Улан-Уде) — бурятський радянський письменник, драматург, педагог, фольклорист; член Спілки письменників Бурятії та Спілки письменників СРСР з 1939 року.

## Біографія
Народився 2 [15] грудня 1902 року в улусі Обусі (нині Осинський район Іркутської області, Росія). Після закінчення Обусинського сільського інородницького двокласного училища продовжив освіту в Малишевській учительській семінарії. Після двох років роботи учителем у сільській школі вступив до Бурятського педагогічного технікуму, який закінчив у 1928 році, після чого протягом трьох років керував школою в Закаменському аймаку, а 1931 року перейшов на роботу в нещодавно відкритий у Верхньоудинську технікум мистецтв. 
З кінця 1930-х років працював науковим співробітником літератури та фольклору науково-дослідного інституту, завідувачем відділу редакції газети «Буряад-Монголой үнен»; з 1939 по 1944 рік був відповідальним секретарем Спілки письменників Бурятії. Член ВКП(б) з 1941 року. Помер в Улан-Уде 15 червня 1969 року.

## Творчість
Драматургічну діяльність розпочав з 1925 року. Автор п'єс:
- «Гнічення царя» (1925);
- «Влада Рад» (1925);
- «Новий шлях» (1931, у співавторстві з Сергієм Балдаєвим і А. Мяхановим; про життя бурятського колгоспу);
- «Бар'єри» (1932, у співавторстві з Олександром Миронським);
- «Два листи» (1933);
- «Лімбе» (1935);
- «Мерген» (1937, про нове селянське життя);
- «Дві неправди» (1945);
- «Весняна радість» (1948);
- «Крилата риба» (1956);
- «Помилка коваля Ерхете» (1965, трагедія).

У 1938 році на матеріалі бурятського народного епосу написав у співавторстві з Гомбожапом Цидинжаповим лібрето музичної драми «Баїр». П'єси ставилися на сцені Бурятського театру драми.
Був знатоком і збирачем бурятських народних казок (збірки «Будамшу», 1949, «Чарівний камінь», 1958, «Золоте яєчко», 1967 та інші). 
Твори письменника перекладені мовами народів СРСР. У 1957 році в Улан-Баторі в перекладі Д. Уржинбадам монгольською мовою вийшла збірка «Залу анчид» (Юні мисливці).

## Відзнаки
- Нагороджений орденом «Знак Пошани»;
- Народний письменник Бурятії[2].